# Ron Webster
Ronald „Ron“ Webster (* 21. Juni 1943 in Belper, Derbyshire) ist ein ehemaliger englischer Fußballspieler, der 1972 und 1975 mit Derby County die englische Meisterschaft gewann.

## Spielerkarriere

### Derby County
Ron Webster debütierte am 24. März 1962 für den englischen Zweitligisten Derby County. Webster etablierte sich schnell bei seinem Heimatverein und verbrachte die nächsten Jahre in der Second Division. Erst mit der Ankunft des neuen Trainers Brian Clough und des Co-Trainers Peter Taylor zu Beginn der Saison 1967/68 wurde die erfolgreichste Zeit der Vereinsgeschichte eingeläutet. In der Second Division 1968/69 gelang Derby nach 16 Jahren die Rückkehr in die First Division. Der Start in der höchsten englischen Spielklasse begann in der Saison 1969/70 mit dem vierten Platz sehr erfolgreich. Nach einem neunten Platz 1970/71 gewann Derby County in der Football League First Division 1971/72 den ersten Meistertitel der Vereinsgeschichte. Die Defensive um Torhüter Colin Boulton und die Abwehrspieler Roy McFarland, Colin Todd, Terry Hennessey und Ron Webster (38 Spiele/1 Tor) kassierten in 42 Ligaspielen lediglich 33 Gegentore. In der Saison 1972/73 konnte County diesen Erfolg mit Platz 7 nicht wiederholen, dafür gelang dem Team der Einzug ins Halbfinale des Europapokal der Landesmeister 1972/73. Nachdem u. a. in der 2. Runde Benfica Lissabon bezwungen werden konnte, wartete im Halbfinale der italienische Meister Juventus Turin. Nach einer 1:3-Niederlage in Turin, schied Derby nach einem 0:0 zu Hause aus dem Wettbewerb aus und verfehlte so das Finale gegen Ajax Amsterdam.
Zu Beginn der Saison 1973/74 trennte sich der Vorstand unter turbulenten Umständen von Trainer Brian Clough und verpflichtete den ehemaligen Spieler Dave Mackay als seinen Nachfolger. Mackay erreichte mit County 1974 noch einen dritten Platz und führte die Mannschaft in der Football League First Division 1974/75 zur zweiten Meisterschaft der Vereinsgeschichte. Ron Webster (24 Spiele/1 Tor) bildete nach wie vor mit Boulton, McFarland, Todd sowie David Nish die Defensive und sicherte sich den Titelgewinn vor dem FC Liverpool. Der zweite Start im Europapokal der Landesmeister 1975/76 endete bereits in der 2. Runde. Derby scheiterte nach zwei legendären Spielen mit 4:1 und 1:5 nach Verlängerung am spanischen Meister Real Madrid. Die Leistungen in der Liga verschlechterten sich nach einem vierten Platz 1975/76 in den beiden Folgejahren deutlich und Ron Webster beendete seine Karriere bei Derby 1978 im Alter von 35 Jahren.